# Guillermo Luis de Nassau-Saarbrücken

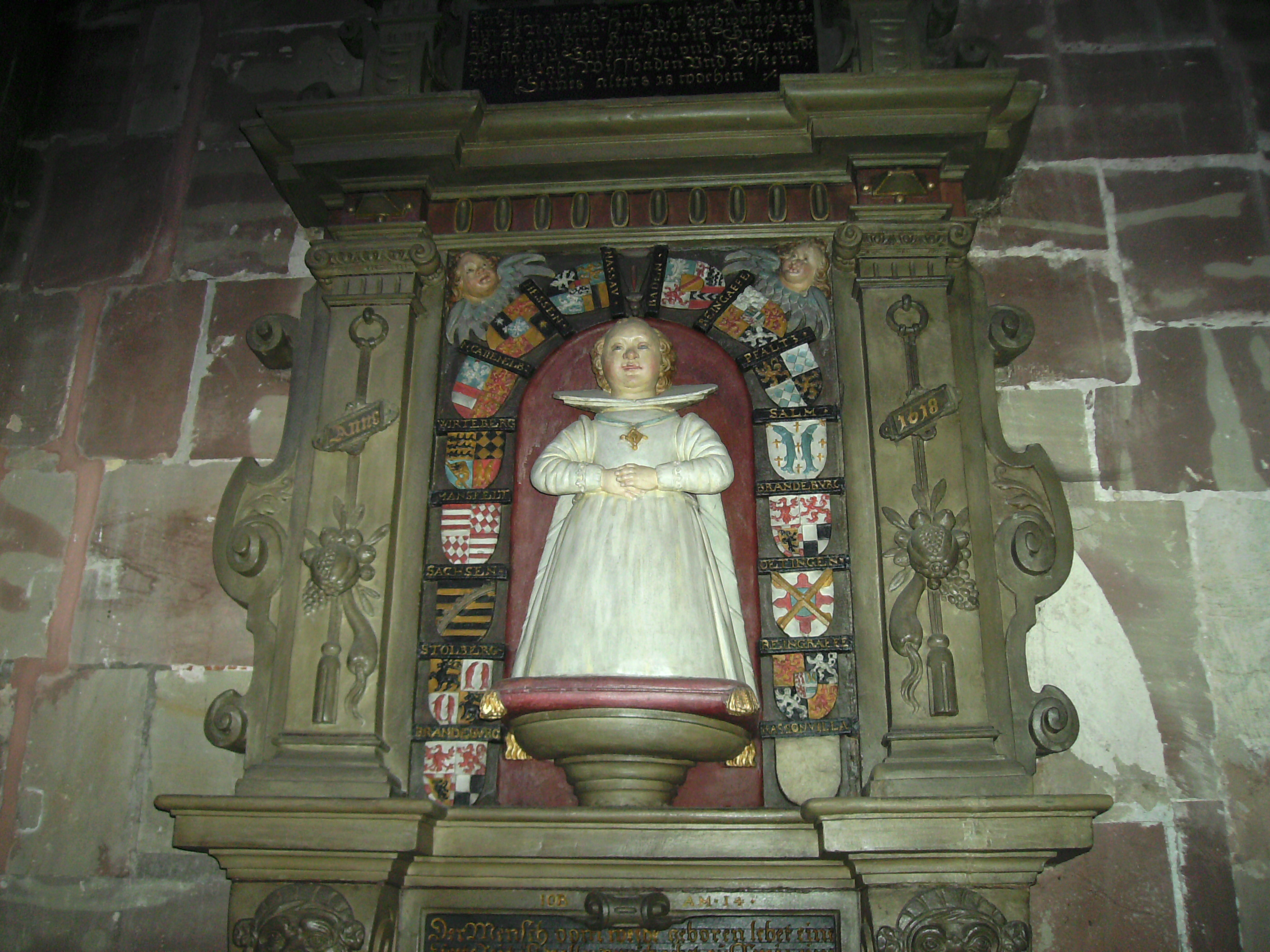
La tumba de su primer hijo varón, Moritz (*/† 1618), en la Abadía de Arnual, Saarbrücken.

Guillermo Luis de Nassau-Saarbrücken (en alemán: Wilhelm Ludwig de Nassau-Saarbrücken; Ottweiler, 18 de diciembre de 1590-Metz, 22 de agosto de 1640) fue conde de Saarbrücken.

## Primeros años de vida
Sus padres fueron Luis II de Nassau-Weilburg-Saarbrücken (muerto el 8 de noviembre de 1627 en Saarbrücken) y la landgrave Ana María de Hesse-Kassel (1567-1626). Su padre había unido en 1605 toda las tierras de la rama Walram de la Casa de Nassau.
Se educó en Metz, y realizó un viaje de estudios de 1609 a 1614 por Francia, los Países Bajos e Inglaterra.

### Matrimonio e hijos
El  25 de noviembre de 1615 contrajo matrimonio con Ana Amalia de Baden-Durlach (1595-1651), hija del Margrave Jorge Federico de Baden-Durlach, tuvieron doce hijos:
- Ana Juliana (1617-1667), casada en 1640 con el duque Federico del Palatinado-Zweibrücken.
- Moritz (*/† 1618).
- Carlota (1619-1687), en 1650 se casó con el conde Ludwig Eberhard zu Leiningen-Westerburg.
- Crato (Saarbrücken, 7 de abril de 1621-Straelen, 25 de julio de 1642).
- Ana Amalia (1623-1695), canónica de la Abadía de Herford.
- Juan Luís (1625-1690); recibió Ottweiler.
- Isabel Sibylle (1626-1627).
- María Sibylle (1628-1699), en 1651 al duque Augusto Felipe de Schleswig-Holstein-Sonderburg-Beck.
- Jorge Fiederico (*/† 1630).
- Gustavo Adolfo (1632-1677);recibió Saarbrücken.
- Jorge Fiederico (1633-1635).
- Walrad (1635-1702), recibió Useden y fundó la rama Nassau-Usingen, se casó con Catalina Francisca de Croix y luego con Magdalena Isabel de Löwenstein-Wertheim-Rochefort.

## Conde
Compartió el poder con su padre a partir de 1616. Cuando este falleció en 1627 se hizo tutor de sus dos hermanos menores, Otón y Ernesto Casimiro. La herencia paterna se dividió entre los hijos el 29 de enero de 1629 en Ottweiler: Guillermo Luis obtuvo el condado de Saarbrücken, la Oficina Ottweiler, la bailía de Herbitzheim y el municipio de Wellingen. Su hermano Juan recibió Idstein, Wiesbaden y Sonnenberg. A los dos hermanos menores les correspondieron Wehen y el distrito de Burgschwalbach, que Guillermo Luis administró al ser los dos menores de edad.

## Beligerante en la guerra de los Treinta Años
Poco después, el 2 de marzo de 1629, el emperador Fernando II promulgó el Edicto de Restitución, que dispuso que las posesiones que habían cambiado de manos tras la Paz de Passau de 1552 debía volver a sus antiguos dueños. Esto afectaba a parte de los territorios de los hermanos Nassau: el obispo y príncipe de Maguncia y Tréveris exigió la devolución de algunas tierras. El Tribunal de la Cámara Imperial dictaminó el 7 de julio de 1629 que en la disputa entre el Ducado de Lorena y Nassau la ciudad y el condado de Saarwerden y Bockenheim y Wiebersweiler eran feudos de Metz y al serlo debían pasar al Ducado de Lorena, mientras que el resto del condado quedaría en poder de los Nassau. Sin embargo, el duque de Lorena se apoderó del condado de Saarwerden y del señorío de Herbitzheim. Guillermo Luis presentó una apelación, que fue admitida el 27 de julio de 1630 en Estrasburgo. Acudió entonces a Ratisbona ante el Consejo Imperial de Príncipes y exigió ser investido conde por el emperador el 23 de julio de 1631, pese a no haberse afiliado a la Liga Católica ni haber aportado tropas al emperador. El rey sueco Gustavo Adolfo de Suecia llegó al Rin a finales de ese mismo año; Guillermo Luis y su hermano se unieron a él y declararon la guerra al emperador. Guillermo Lui sirvió en calidad de teniente coronel en el regimiento de caballería del conde de Rheingau Otón Luis (Otto Ludwig), con quien combatió en el valle del Alto Rin.
Gustavo Adolfo pereció el 16 de noviembre de 1632. Los estados protestantes se reunieron luego en Heilbronn, donde los tres hermanos Nassau tomaron partido por Suecia, a quien representaba su canciller, Axel Oxenstierna. El hermano menor, el conde Otón, falleció el 26 de noviembre de 1632 y el 11 de diciembre de ese año  el conde Ernesto Casimiro alcanzó la mayoría de edad. Debido a estos dos acontecimientos los territorios familiares volvieron a repartirse: Ernesto Casimiro escogió quedarse con los distritos de Weilburg, Gleiberg, Mehrenberg, Kirchheim y Stauf, que habían pertenecido hasta entonces a su difunto hermano. El distrito de Usingen y el señorío de Stockheim se dividieron entre los hermanos supervivientes.
El ejército sueco penetró en el condado de Saarwerden desde Alsacia en agosto de 1633; el condado todavía estaba en posesión de Lorena. Los suecos se apoderaron del territorio, que no devolvieron a los Nassau. El representante de la familia, Juan de Nassau-Idstein, firmó una alianza con Francia el 5 de septiembre de 1633, dirigida contra el emperador. 
Guillermo Luis estuvo presente en la reunión de Fráncfort de marzo de 1634 en la que Oxenstierna trató de que los electores de Sajonia y Brandeburgo se sumasen a la Liga de Heilbronn. Los hermanos Nassau aprovecharon su estancia en la ciudad para pactar con los señores de Geroldseck sobre la propiedad de Lahr. Guillermo Luis rubricó la alianza francesa que había firmado ya su hermano el 7 de junio. Las negociaciones de Fráncfort concluyeron abruptamente después de que el emperador Fernando II obtuviese la victoria en la batalla de Nördlingen el 6 de septiembre de 1634. Ante el avance del ejército imperial, los Nassau decidieron dejar en lugar seguro en Fráncfort sus archivos y retirarse a Kirchheim. Tuvieron que abandonar sus tierras de la orilla derecha del Rin.
Guillermo Luis pasó a servir con el duque Bernardo de Sajonia-Weimar tras la muerte del conde de Rheingau. Juntos atacaron Wetterau y acometieron a la división imperial del general y conde Von Mansfeld en Michelstadt el 24 de diciembre de 1634.
Guillermo Luis participó en una nueva reunión de los estados protestantes y sus aliados que se celebró en Fráncfort en 1635. En ella se decidió que Suecia devolviese Saarwerden a los Nassau. La familia huyó a Bockenheim el 23 de abril de 1635; allí debía haber recibido la posesión de los condados de Nassau-Saarbrücken y Saarwerden. Sin embargo, algunos estados del imperio entre los que se contaban Sajonia y Brandeburgo firmaron la Paz de Praga el 30 de mayo, de la que los Nassau quedaron excluidos explícitamente. Estos marcharon entonces a Saarbrücken, defendida por Bernardo de Sajonia-Weimar. Bernardo fue vencido en agosto en Fráncfort y tuvo que replegarse a Metz. Guillermo Luis y Ernesto lo acompañaron, mientras que Juan prefirió exiliarse en Estrasburgo. El pánico se desató en Saarbrücken cuando se aproximó el ejército imperial de Matthias Gallas; parte de la población optó por abandonar la ciudad. Los Nassau sopesaron marcharse a Estrasburgo, pero, considerando que estaba demasiado lejos, aceptaron finalmente el consejo del rey francés Luis XIII y se refugiaron en la ciudad libre imperial de Metz el 16 de junio de 1635.
El comisario imperial Bertram von Sturm se presentó en las tierras de la familia en noviembre y se incautó de ellas. El emperador entregó los condados de Saarbrücken y Saarland, la bailía de Herbitzheim y el castillo de Homburg junto al  Blies al duque de Lorena, como merced por sus servicios.
Los hermanos Nassau solicitaron el perdón del emperador en 1636, con la mediación del elector de Sajonia. No lo lograron, pero hasta 1637 no supieron la razón de la negativa imperial. Únicamente en 1639 obtuvieron Guillermo Luis y Ernesto salvoconductos para acudir a Viena a presentar su caso en persona.
Guillermo Luis, falleció el 22 de agosto de 1640 en Metz y fue enterrado en una tumba reservada a los mendigos, es decir, una fosa común. Su viuda e hijos, volvieron a Saarbrücken en 1643. Sus tres hijos recibieron tierras en el nuevo reparto de las posesiones de la familia que se verificó el 31 de marzo de 1659.
Johann Andreae completó la genealogía de Guillermo Luis, dando conclusión así el encargo del padre de este. Guillermo Luis, encargó algunos cuadros al pintor Henrich Dors de Altweilnau.